# Cheilanthes flaccida
Cheilanthes flaccida là một loài dương xỉ trong họ Pteridaceae. Loài này được Mehra & Bir mô tả khoa học đầu tiên năm 1964.
Danh pháp khoa học của loài này chưa được làm sáng tỏ. 